# Pamćenje (Lois McMaster Bujold)
Pamćenje je znanstveno fantastična priča koju je napisala Lois McMaster Bujold.
Milesov posljednji tajni zadatak nije baš dobro završio. Napadaji koji nalikuju epileptičkim ne prestaju već su se još i pogoršali tako da je Miles prisiljen napustiti vojničku karijeru. Ipak spletke i napadi iskrsavaju iza svakog ugla, a Milesova hiperaktivna narav neće mu dozvoliti da sve to samo pasivno promatra.
Knjiga je objavljena 1996. godine.

## Radnja priče
Miles pati od napadaja, što je posljedica njegove nedavne smrti i krio-oživljavanja. Za vrijeme oružanog sukoba pada pod utjecajem jednog od takvih napadaja i ozljeđuje barrayarskog glasnika a kojeg je bio poslan da spasi. Ne prihvaćajući posljedice koje iz toga proizlaze, krivotvori izvještaj s misije kako bi prikrio svoju zdravstvenu nespremnost. Ipak Simon Illyan ga je uhvatio u laži i prisiljava ga da napusti CarSig.
U međuvremenu, car Gregor nakon više godina odbijanja barrayarskih dama, koje je pred njim redala gospa Alys Vorpatril (Ivanova majka), neočekivano se zaljubljuje u komarranku, Laisu Toscane. Ona je šef Komarrske financijske delegacije. Nažalost, u nju se već prije zaljubio i počeo se s njom viđati Duv Galeni, komarranin koji je zaposlen u CarSigu. Zbog ovoga Galani je tijekom kasnijih događaja bio pod posebnim nadzorom.
Nakon što se Illijan razboli, Miles posumnja da se provodi plan za uništenje Illyanove karijere i za potkopavanje CarSiga. Njegovi pokušaji da ovo istraži su blokirani, tako da se na kraju obraća caru Gregoru Vorbarri s molbom da ga postavi za Carskog revizora (posrednika u političkim pregovorima s pravnom ovlasti da bude posebni tužitelj, vojnom ovlasti generala i političkim ovlastima potkralja koji govori Carevim Glasom; jedna od bizarnijih funkcija proizašlih iz Vremena izolacije) kako bi razjasnio sumnjive okolnosti oko Illyana i CarSiga. Gregor prihvaća Milesa postaviti za privremenog Revizora. Nakon što je Miles uspješno riješio krizu on je i trajno imenovan za Carskog revizora i to kao najmlađi revizor do sada. Duv Galeni je oslobođen od svih optužbi i postavljen je za novog šefa Odjela za odnos s Komarrom. Duv umjesto prema Laisi usmjerava svoju ljubav prema Deli Koudelka, jednoj od četiri Koudelkine kćeri.